# Колон (Хондурас)
Колон је један од 18 департмана на која је подељен Хондурас. Настао је 1881. Главни град департмана је Трухиљо, а други главни град је Токоа. Трухиљо је било место прве католичке мисе на америчком копну, одржане када је Кристифор Колумбо стигао до обале Хондураса 1502. године.
Колон има значајну популацију Гарифуна и има нетакнуте плаже и прашуме у националним парковима. Утврда Санта Барбара, коју су Шпанци изградили у колонијално доба, била је место погубљења америчког филибастера Вилијама Вокера у Трухиљу, а његови остаци сахрањени су у градском гробљу.
Одељење покрива укупну површину од 8.875 км², а процењено је да је 2007. године живело 284.900 људи.

## Географија
На северу се граничи са Карипским морем, а на југу са департманима Оланчо и Јоро, с истока са департманом Грасијас а Диос и са запада са депарманом Атлáнтида.
Административно је подељен на 10 општина, 136 села и 679 засеока (фарми).
Административни центар департмана је Трухиљо, познат као прва престолница Провинције Хондурас и место у ком су шпаански конкистадори одржали прву мису на Америчком континенту.

## Историја
Департман Колóн је основан децембра 1881. године. Име је добио по Кристифору Колумбу (шпански: Cristóbal Colón) морепловца који је први допловио до Америке.

## Привреда
Привреда се базира на сточарству и пољопривреди, највише се узгајају: палме уљарице, банане, кукуруз, агруми, шећерна трска, рижа, маниока и пасуљ.